# Streatham
Streatham es un barrio del municipio londinense de Lambeth. Se encuentra a unos 8 km al sur de Charing Cross, Londres, Reino Unido. 
En el censo de 2011 contaba con una población de 58055 habitantes. El barrio fue identificado como una de las 35 principales áreas de la ciudad en el Plan de Londres.

## Áreas de interés
Cuenta con un área de bosques, prados, pastizales y arroyos, conocido como Streatham Common, que en 2013 fue declarado como Reserva Natural Local (LNR en inglés) por el distrito de Lambeth, siendo uno de los cinco que se encuentra en la zona. Rodea a un jardín histórico, The Rookery, y tiene un gran parque infantil con piscina de temporada.